# Pierre Chapt de Rastignac
Pour les articles homonymes, voir Rastignac.
Pierre Jean Julie Chapt, marquis de Rastignac (Paris, 7 juillet 1769 – La Bachellerie (Dordogne), 21 octobre 1833), est un militaire et homme politique français des XVIIIe et XIXe siècles.

## Biographie
Issu de la famille Chapt de Rastignac, il est le fils de Jacques Gabriel Chapt de Rastignac (1736-1792), maréchal de camp (1788), et d'Angélique Rosalie d'Hautefort (née en 1745), dite « mademoiselle de Champien ». Il est le petit-fils d' Emmanuel Dieudonné de Hautefort (1700-1777), 5e marquis de Hautefort, seigneur de Champien, maréchal de camp, ambassadeur du Roi Louis XV près la cour d'Autriche, et de Françoise Claire d'Harcourt, l'arrière petit-fils de François d'Harcourt, deuxième duc d'Harcourt et maréchal de France.
Il est aussi un cousin de Louis Jacques Chapt de Rastignac, archevêque de Tours de 1723 à 1750, de Armand Anne Auguste Antonin Sicaire de Chapt de Rastignac, archidiacre et grand-vicaire d'Arles, député aux Etats-généraux de 1789, d'Antoine Chapt de Rastignac, général.
Il est le frère de  :
- Aglaé Françoise Emmanuelle Chapt de Rastignac (Paris, 12 mars 1768 - Clermont-Ferrand, 18 juin 1832), mariée en 1783 avec François Antoine, marquis de Montagnac, député du Puy de Dôme de 1816 à 1821 (1764-1825), sans descendance ;
- Louis Armand Joseph Chapt de Rastignac (Paris, 25 octobre 1774 - 21 janvier 1844), auditeur au conseil d'Etat, sous-préfet de Villefranche de Rouergue (1811-1812), trésorier de la 1ère division des Gardes nationales (1812)[3], sans descendance ;

- Anne Charles Parfait Chapt, marquis de Rastignac (Paris, 5 mars 1776 - 6 février 1858), émigré en Russie, maréchal de camp, chevalier de Saint Louis (1814), suit le Roi à Gand (1815), gentilhomme de la Chambre du Roi (1821), sert en 1823 dans l'Expédition d'Espagne, sous le maréchal duc de Conégliano, commandeur de la Légion d'honneur (1823), démissionnaire en 1830, marié en 1827 avec Aymardine Marie Léontine Angélique de Nicolaÿ (1805-1885), sans postérité.

### Un officier
Pierre Chapt de Rastignac est capitaine aux dragons de Monsieur au moment de la Révolution française. Il émigre en 1791 et sert dans l'armée des Princes. 
Après le licenciement de cette armée, il rentre en France sous le Consulat, et est nommé par Napoléon Ier, le 13 novembre 1809, président du collège électoral du département du Lot.
Entre 1811 et 1817, il fait édifier le château de Rastignac,.
Après avoir adhéré au retour des Bourbons, il est décoré par le Roi de la croix de chevalier de l'ordre royal et militaire de Saint-Louis, le 22 août 1814.

### Un parlementaire
Il devient successivement président du collège électoral du département de la Charente le 28 août 1816, et de celui du Lot les 20 août 1817, 12 octobre 1820 et 24 décembre 1823.
Le marquis de Rastignac est élu député du grand collège du Lot, le 20 septembre 1817, par 113 voix sur 191 votants et 252 inscrits, puis, dans le 2e arrondissement électoral de ce département (Puy-l'Évêque). Le 4 novembre 1820, il est réélu par 107 voix sur 112 votants et 141 inscrits.
Il siège au centre, soutenant les ministères de la Restauration.
Par une ordonnance du 23 décembre 1823, le Roi Louis XVIII le fait pair de France
Après la Révolution de juillet 1830, il se rallie au gouvernement de Louis-Philippe Ier et continue à siéger à la Chambre des pairs, la chambre haute, jusqu'à sa mort, survenue le 21 octobre 1833 dans son château de Rastignac.

### Mariage et descendance
- Le marquis de Rastignac épouse en mai 1798 Mlle Françoise de La Rochefoucauld de Doudeauville (20 décembre 1781 - Paris, 15 novembre 1802), fille d'Ambroise-Polycarpe de La Rochefoucauld, duc de Doudeauville, pair de France, grand d'Espagne de 1re classe, ministre-secrétaire-d'État au département de la Maison du roi, chevalier du Saint-Esprit[4], et de Bénigne Augustine Françoise Le Tellier de Louvois de Montmirail. Elle lui apporte le château de Montmirail (Marne). Il en a uniquement une fille :

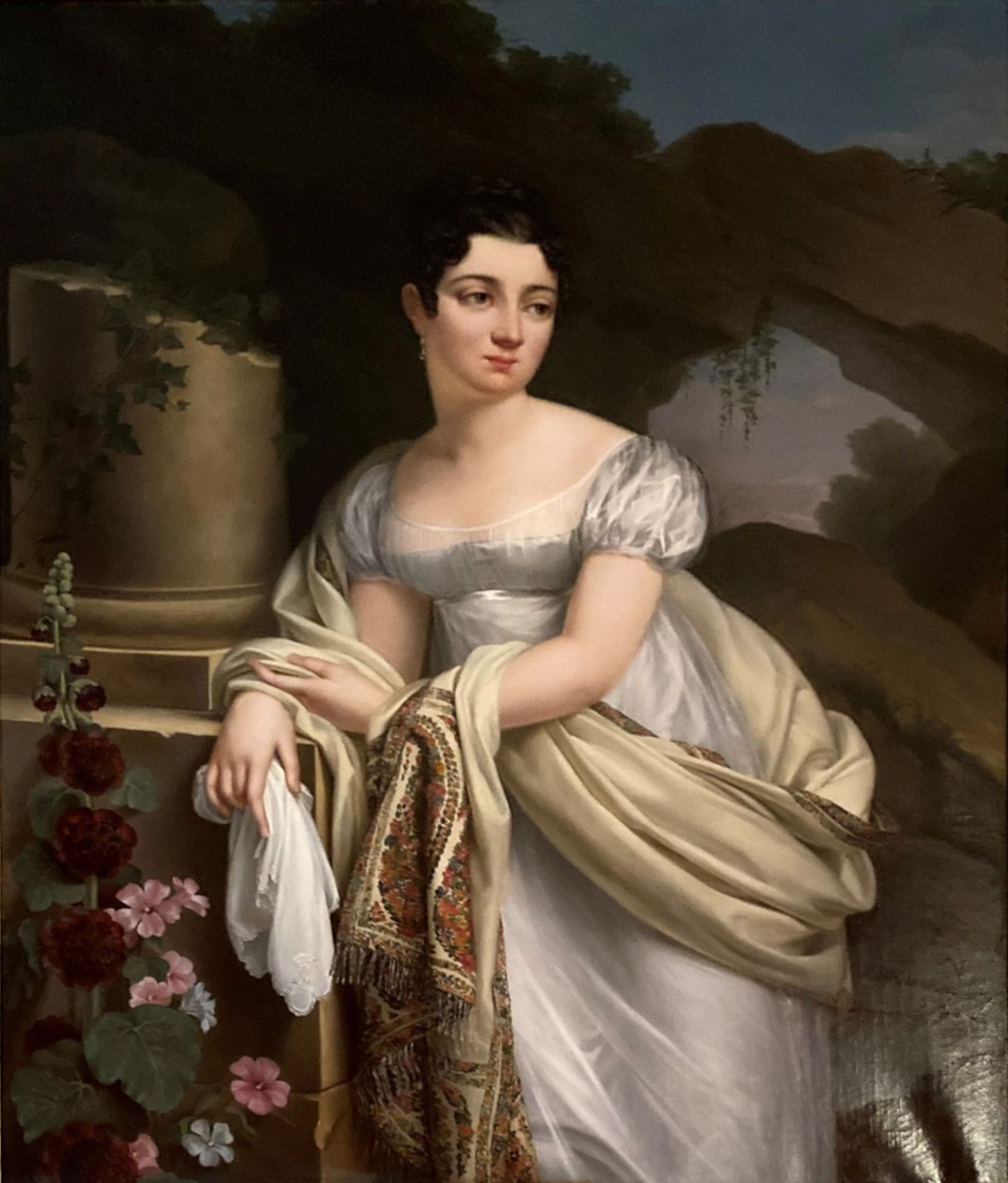
Portrait de Zénaïde Chapt de Rastignac, duchesse de La Rochefoucauld, peint en 1817 par Edmée Brucy

  - Ernestine Gabrielle Sabine Zénaïde Chapt de Rastignac, baronne de Montmirail (1798 - 19 décembre 1875), marié à Paris le 10 juin 1817 avec 'François XIV Marie Auguste Armand Émilien de La Rochefoucauld (17 décembre 1794 - 11 décembre 1874), prince de Marcillac (1794-1827), duc de Liancourt (1827-1848), 13e duc de La Rochefoucauld (1848-1874), officier de la Légion d'honneur, chevalier de Saint-Louis. Tous deux sont à l'origine des branches :
    - Des ducs de La Rochefoucauld ;
    - Des ducs de La Roche-Guyon,

## Récapitulatifs

### Titres
- Marquis de Rastignac ;
- Pair de France :
  - 23 décembre 1823 - 21 octobre 1833,
  - Baron et pair (lettres patentes du 17 mai 1824)[9].

### Décorations
| Grand'croix de Saint-Louis |

- Chevalier de Saint-Louis (22 août 1814)[4]

### Armoiries
D'azur au lion d'argent armé, lampassé et couronné d'or,.

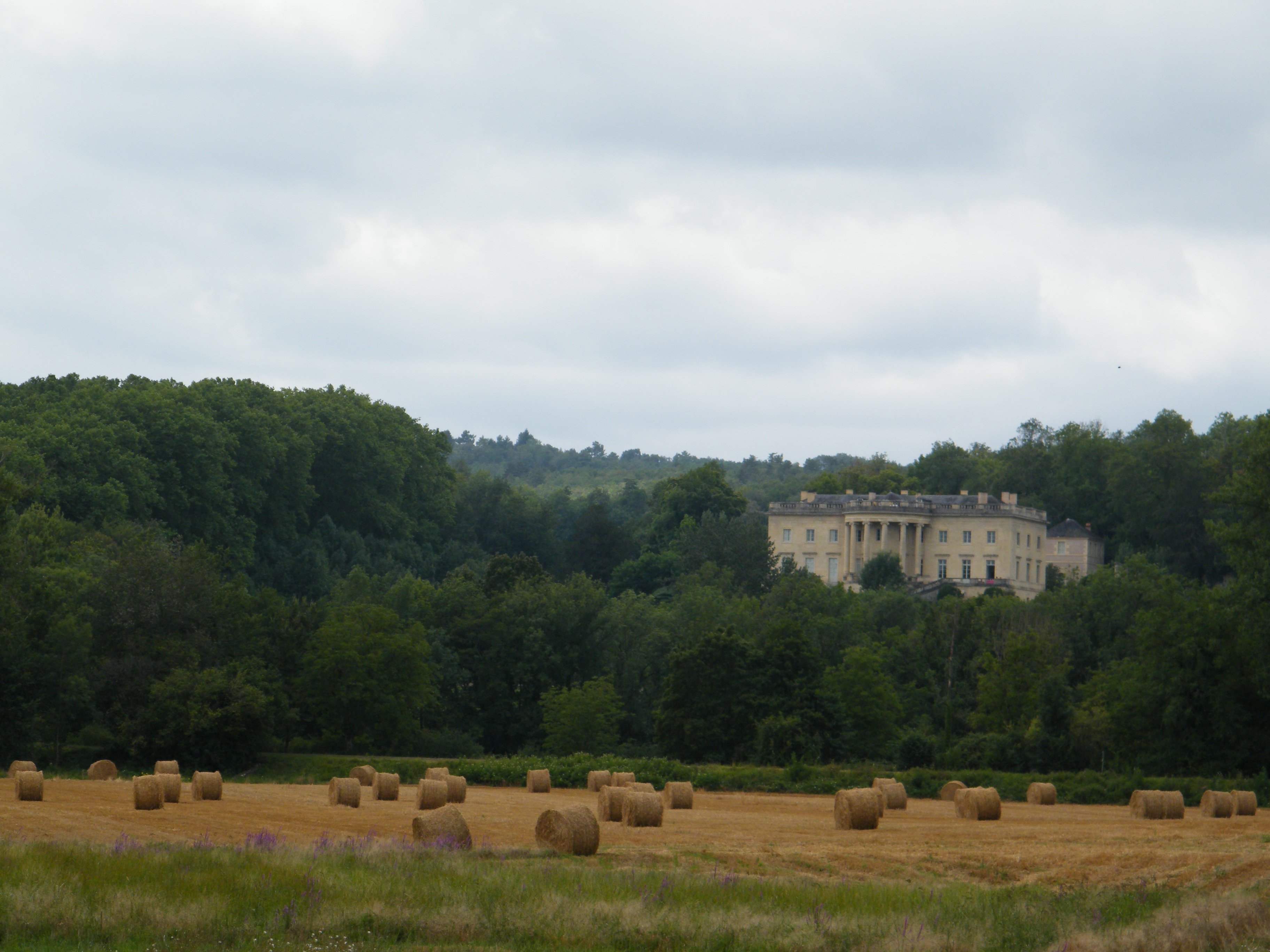
Château de Rastignac

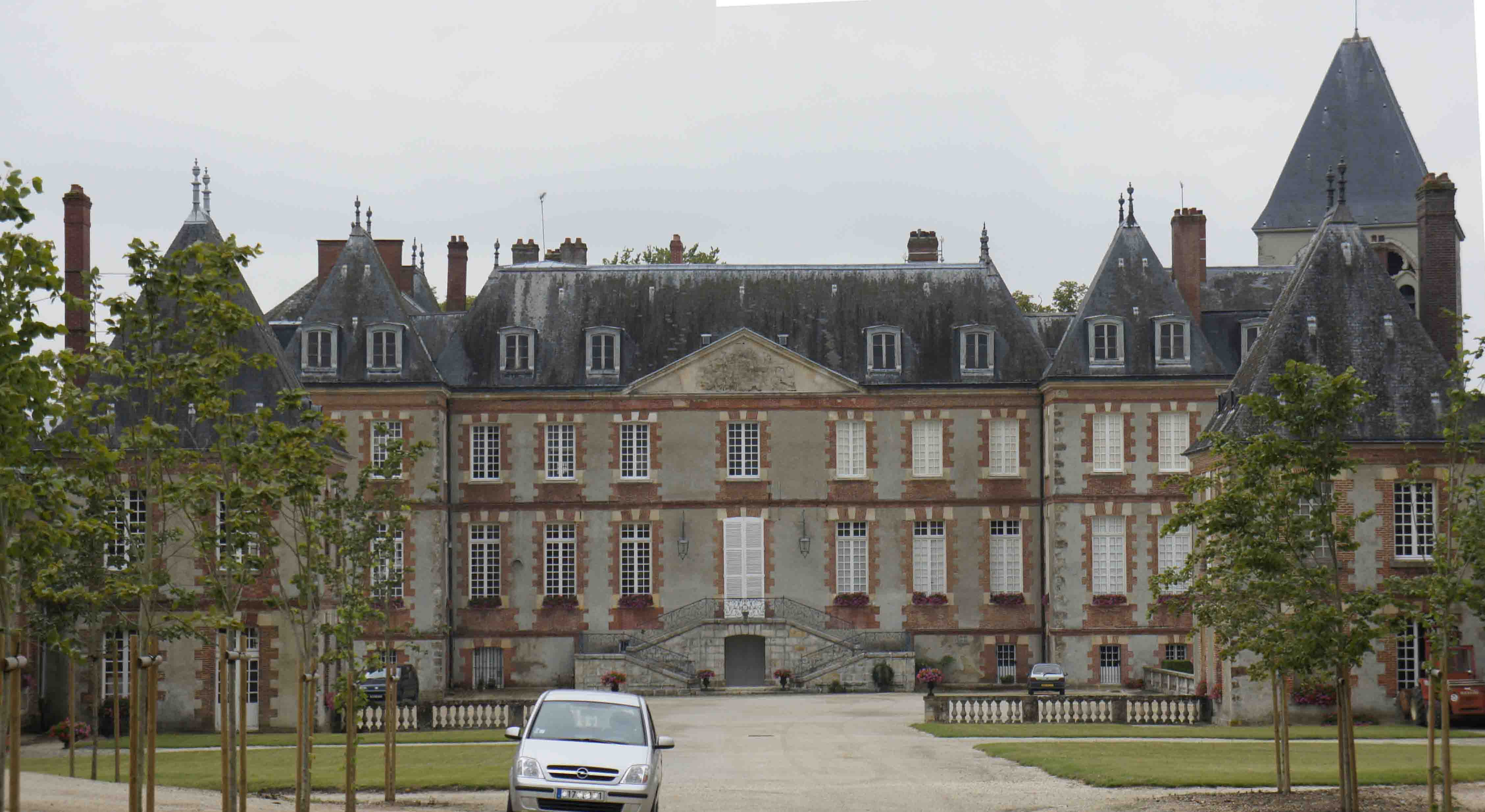
Château de Montmirail

Couronne de marquis ;
SupportsDeux lions.